# Dobra Mara
Dobra Mara (Budapest, 1982. június 15. –) magyar színésznő.

## Életpályája
2000-2001 között a Madách Színházban szerepelt, majd 2002-2003 között az Új Színház stúdiójában tanult. 2003-2006 között a Kaposvári Egyetem színművész szakos hallgatója volt, Babarczy László osztályában. 2006-tól a Veszprémi Petőfi Színház tagja volt hét évig, majd szabadúszóként dolgozott. 2023-tól a Karinthy Színház tagja.

## Filmes és televíziós szerepei
- Valami Amerika (2002)
- Munkaügyek (2016) ...Csilla
- Kojot (2017) ...Eszter
- Doktor Balaton (2021–2022) ...Fodor Orsolya

Shakespeare: Hamlet  r.: Ilja Bocsarnikovsz
-Karinthy Színház
Ray Cooney: Miért nem marad reggelire (Louise) r.:Kiss József   -Karinthy Színház 
Paul Unwin: Kísértetház (Betty) r.: Alexey Zolotovistkiy  -Karinthy Színház
Karinthy: A bűvös szék (Mária) r.: Olt Tamás
-Karinthy Színház
Árgyélus Királyfi és Tündérszép Ilona (Boszorkány, Sánta farkas) r.: Berettyán Nándor  -Karinthy Színház
Fejes Endre: Vonó Ignác (Mater Terézia) r.: Verebes István -Karinthy Színház
Shakespeare: Szentivánéji álom (Titánia)       r.: Babarczy László  -Kaposvári Egyetem
P. Foster: I. Erzsébet  r.:Mohácsi János Kaposvári Csiky Gergely Színház
Vesztegzár a Grand Hotelben (Odette) r.:Ascher Tamás -  Kaposvári Csiky Gergely Színház
Szép Ernő: Ádámcsutka (Iboly) r.: Galambos Péter -Veszprémi Petőfi Színház
Egressy: Baleset  (Eszter)   r.: Simon Balázs -Veszprémi Petőfi Színház
Kovács Kristóf:  Kék veréb  (Marlene Dietrich)  r.:Szántó Erika -Veszprémi Petőfi Színház
Molnár: Delila (Ilonka): r.:Balázs Péter            -Veszprémi Petőfi Színház
Rómeó és Júlia (Júlia) r.: Kőváry Katalin  -Veszprémi Petőfi Színház
Vadak  r.-koreográfus: Uray Péter                 -Kaposvári Csiky Gergely Színház
Indul a bakterház  (Csámpás  Rozi) r.: Bereményi Géza -Veszprémi Petőfi Színház
Bulgakov: Moliere  (Armande Béjart)           r.: Vidnyánszky Attila -Veszprémi Petőfi Színház
Kosztolányi : Édes Anna (Anna)r.:  Valló Péter  -Veszprémi Petőfi Színház
Régimódi történet  (Jablonczay Lenke) r.: Bereményi Géza  -Veszprémi Petőfi Színház
A. Miller: Pillantás a hídról  (Catherine)         r.: Guelmino Sándor -Veszprémi Petőfi Színház
Sternheim: A bugyogó  (Luise Maske)          r.: Valló Péter  -Veszprémi Petőfi Színház
A Noszty fiú esete Tóth Marival (Mari)          r.: Keszég László -Veszprémi Petőfi Színház
Szentivánéji álom (Hermia) r.:Szergej Maszlobojcsikov -Veszprémi Petőfi Színház
A szerenád   (Lúcia)  r.: Palásthy Bea             -%Veszprémi Petőfi Színház
Figaro házassága (Susanne) r.:Valló Péter      -Veszprémi Petőfi Színház
Chioggiai csetepaté  (Lucietta)                   r.: Kéri Kitty   -Veszprémi Petőfi Színház
Leánykérés  (Natalja Sztyepanovna)    r.: Funk Iván
Kisfaludy:  Csalódások  (Lidi) r.: Valló Péter  -Veszprémi Petőfi Színház
Örkény:  Sötét galamb   (Ilona-Glória)      r.: Hargitai Iván  -Veszprémi Petőfi Színház
A Kockavető  r.: Bodó Viktor ( Szputnyik Hajózási Társaság) MU Színház
Blixen bárónő szerelmei  (fiatal Blixen)      r.:Kőváry K.   -Ce
Verslábak neccharisnyában, E-Mancik Színházi Manufaktúra    -RS9 Színház
Szomjas férfiak sört isznak helyettem, E-Mancik r.: Máthé Zsolt    -RS9 Színház
A Vád (Lili)  r.-k
Halmozottan Hátrányos Helyzetű Angyalok Kara    r.: Simon Balázs
Yliruusi-Erdeős-Szemenyei: Börtönkarrier (Bonnie)    Komáromi Jókai -Szí-
Márai Sándor: Varázs (Esztella) r.: Kőváry Katalin     -Pinceszínház
Mitakaratükör- zenés színházi testépítés     r.: Felhőfi-Kiss László    -Lumen Kávézó
A szembesítés (Marlene Dietrich)                 r.: Szántó Erika          -Karinthy Színház
Varsányi Anna: Ünnep  (Eszter)                     r.: Czeizel Gábor        -Spirit Színház
Jókai Anna: Fejünk felől a tetőt (Eszter)        r.: Kőváry Katalin      
Pink Grapefruit                                          r.:Felhőfi-Kiss László   -Magvető Café
Bíró Kriszta: Teher alatt nő (Bulyovszky Lilla) r.: Máthé Zsolt       -Magvető Café
O. Horváth Sári: Lenni vagy nem                     r.: Widder Kristóf         -Jurányi Ház
Válogatáskazi- avagy szomjas fiúk tolják a kakaót  r.: Máthé Zsolt    -RS9 Színház
Bestiarium Budapestiensis (utcaszínház)        r.: Simon Balázs                    
Panodráma: Kár, hogy rák  r.: Ördög Tamás   TRAFÓ
Réti Iringó: Hatás alatt  (Niki)  r.:Réti Iringó  - Jurányi Ház
O. Horváth Sári: Hitler Abbát énekel (r.: O. Horváth Sári          -Pinceszínház
Verslábak HAZAfelé (E-Mancik)  r.: Sipos Vera      -RS9 Színház